# 1900 Катюша
1900 Катюша (1900 Katyusha) — астероїд головного поясу, відкритий 16 грудня 1971 року.
Тіссеранів параметр щодо Юпітера — 3,638.